# Universidad Laica Eloy Alfaro de Manabí
La Universidad Laica Eloy Alfaro de Manabí, también conocida con el acrónimo de ULEAM es una universidad pública, de ideología laica pluralista, creada en el año 1985 cuya sede principal se encuentra en Manta,  Ecuador.

## Historia
En noviembre de 1967 un grupo de manabitas inicia el proyecto para la creación de un centro de educación superior en la ciudad de Manta y realiza las gestiones para que el 9 de marzo de 1968 se cree en la ciudad una extensión de la Universidad Laica Vicente Rocafuerte de Guayaquil. En julio de 1977 se nombra decano de la extensión al Dr. Medardo Mora Solórzano quien en febrero de 1981 propone al consejo académico de la extensión impulsar un proyecto para la creación de una universidad manabita.
En aquella época el Dr. Medardo Mora desempeñaba también sus funciones como diputado del entonces Congreso Nacional del Ecuador y a través de su gestión se lograron conseguir los primeros recursos económicos por medio de una partida de un millón de sucres del Presupuesto del Estado para la compra de las primeras cinco hectáreas de terreno el 1 de diciembre de 1981, para construir la ciudadela donde funcionaría la futura Universidad
El mismo Dr. Medardo Mora presenta en el parlamento el proyecto de ley el 11 de agosto de 1983 y lleva adelante de forma las gestiones para conseguir un informe favorable por parte de la Comisión de lo Laboral y Social del Congreso Nacional del Ecuador, requisito fundamental para que finalmente se oficialice la creación de la Universidad mediante Ley n.º 10 publicada en el Registro Oficial n.º 313 del 13 de noviembre de 1985. En 2015 Miguel Camino Solórzano fue elegido rector durante un proceso de intervención por denuncias de irregularidades en la gestión. En junio de 2017 el Consejo de Acreditación y Aseguramiento de la Calidad de la Educación Superior certificó que la ULEAM paso con éxito las pruebas que le permitieron ascender de la categoría D a la C.

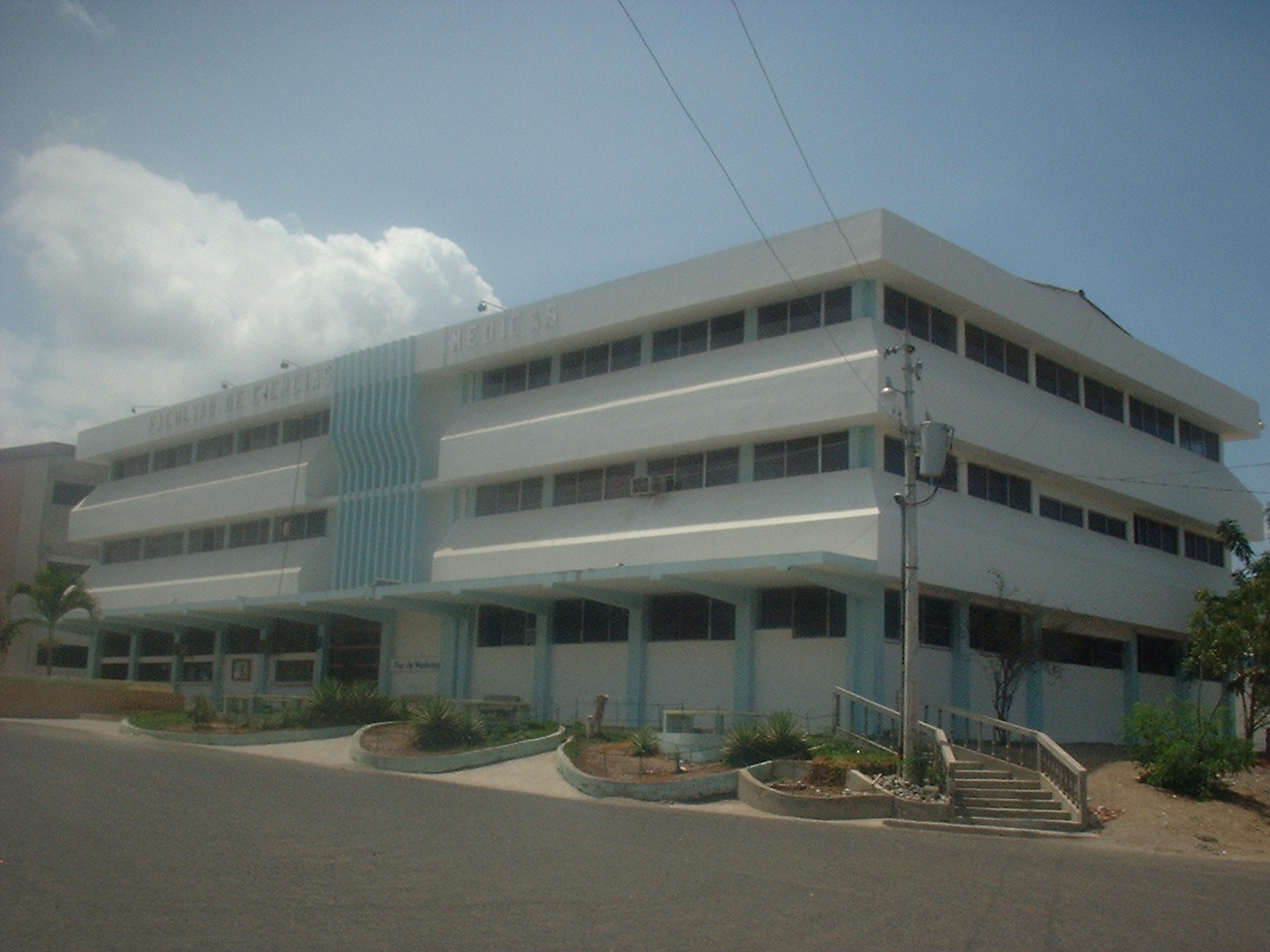
Facultad de Medicina

## Campus y extensiones
El campus o matriz principal se encuentra en Manta. Cuenta además con sendos campus universitarios para sus 7 extensiones dentro de la provincia de Manabí: Chone, Bahía de Caráquez, El Carmen, Flavio Alfaro, Cantón Pichincha, Tosagua y Pedernales. Además de una sede en Santo Domingo.
La matriz universitaria cuenta con algunos lugares de interés:
- Paraninfo Universitario
- Sala de Conciertos "Horacio Hidrovo Peñaherrera"
- Estadio Universitario
- Aula Magna
- Unidad Educativa "Juan Montalvo"
- Centro de Convenciones "Plaza Cultural"
- Diversas canchas múltiples

La facultad con mayor capacidad dentro de la matriz es la de Ciencias Médicas, contando con una infraestructura de 6 edificios y 3 auditorios.

## Facultades y carreras
| Facultades                                         | Carreras |
| -------------------------------------------------- | --- |
| Facultad de Ciencias Médicas                       | - Medicina - Terapia ocupacional - Terapia de Lenguaje - Radiología |
| Facultad de Odontología                            | - Odontología |
| Facultad de Enfermería                             | - Enfermería |
| Facultad de Ciencias de la Educación               | - Educación Inicial - Educación Básica - Educación Especial - Pedagogía de la Actividad Física y Deporte - Pedagogía de la Lengua y Literatura - Pedagogía de los Idiomas Nacionales y Extranjeros |
| Facultad de Ciencias Administrativas               | - Marketing - Ingeniería Comercial |
| Facultad de Gestión Organizacional                 | - Gestión de la Información Gerencial |
| Facultad de Ciencias Informáticas                  | - Ingeniería en Sistemas - Tecnología de la Información y Comunicación |
| Facultad de Administración Turística y Hotelera    | - Turismo - Hotelería |
| Facultad de Ingeniería                             | - Ingeniería Civil - Ingeniería Marítima - Ingeniería Eléctrica |
| Facultad de Ingeniería Industrial                  | - Ingeniería Industrial |
| Facultad de Ciencias Económicas                    | - Comercio Exterior y Negocios Internacionales - Economía |
| Facultad de Ciencias de la Comunicación            | - Periodismo - Publicidad y Mercadotecnia - Comunicación Organizacional y Relaciones Públicas |
| Facultad de Trabajo Social                         | - Trabajo Social - Psicología |
| Facultad de Contabilidad Pública y Auditoría       | - Contabilidad y Auditoría |
| Facultad de Ciencias Agropecuarias                 | - Ingeniería Agropecuaria - Ingeniería Agroindustrial - Ingeniería en Recursos Naturales y Ambientales                                                                                             |
| Facultad de Ciencias del Mar                       | - Biología Pesquera |
| Facultad de Ciencias Sociales, Derecho y Bienestar | - Derecho |
| Facultad de Arquitectura                           | - Arquitectura - Artes plásticas |